# أڭينان
أڭينان هي جماعة قروية بإقليم طاطا في جهة سوس ماسة جنوب المغرب، وهي تبعد عن مدينة طاطا بـ 110 كلم، وتضم 2801 نسمة حسب الإحصاء العام للسكان والسكنى لسنة 2014.

## التعليم
قائمة المؤسسات التعليمية في أڭينان:
- مجموعة مدارس أڭينان
- مجموعة مدارس ارفالن
- مجموعة مدارس العين